# Привольненский сельсовет (Курганская область)
Приво́льненский сельсовет — упразднённые административно-территориальная единица и муниципальное образование со статусом сельского поселения в составе Половинского района Курганской области.
Административный центр — село Привольное.
Законом Курганской области от 3 апреля 2019 года N 24, в состав Сухменского сельсовета включены оба населённых пункта Привольненского сельсовета.

## История
В соответствии с Законом Курганской области от 6 июля 2004 года № 419 сельсовет наделён статусом сельского поселения.

## Население
| 1989 | 2002 | 2004 | 2010 | 2012 | 2013 | 2014 |
| ---- | ---- | ---- | ---- | ---- | ---- | ---- |
| 524  | ↗525 | ↘454 | ↘367 | ↘347 | ↘304 | ↘283 |
| 2015 | 2016 | 2017 | 2018 | 2019 |      |      |
| ↘254 | ↘242 | ↘228 | ↘226 | ↘222 |      |      |

## Состав сельского поселения
| № | Населённый пункт | Тип населённого пункта       | Население |
| - | ---------------- | ---------------------------- | --------- |
| 1 | Воздвиженка      | деревня                      | ↘92       |
| 2 | Привольное       | село, административный центр | ↘275      |